# Cody Zeller
Cody Allen Zeller (Washington, 5 ottobre 1992) è un cestista statunitense.

## Carriera
Dopo due stagioni alla Indiana University, ed essere stato nominato nel Consensus All-American Second Team, è stato selezionato come quarta scelta assoluta al Draft NBA 2013 dagli Charlotte Bobcats.
Suo zio è Al Eberhard, ex cestista dei Detroit Pistons.
È fratello dei cestisti Luke Zeller e Tyler Zeller.

## Statistiche

### NCAA
| Anno      | Squadra          | PG | PT | MP   | TC%  | 3P% | TL%  | RP  | AP  | PRP | SP  | PP   |
| --------- | ---------------- | -- | -- | ---- | ---- | --- | ---- | --- | --- | --- | --- | ---- |
| 2011-2012 | Indiana Hoosiers | 36 | 36 | 28,5 | 62,3 | -   | 75,5 | 6,6 | 1,3 | 1,4 | 1,2 | 15,6 |
| 2012-2013 | Indiana Hoosiers | 36 | 36 | 29,5 | 56,4 | 0,0 | 75,7 | 8,0 | 1,3 | 1,0 | 1,3 | 16,5 |
| Carriera  | Carriera         | 72 | 72 | 29,0 | 59,2 | 0,0 | 75,6 | 7,3 | 1,3 | 1,2 | 1,2 | 16,1 |

#### Massimi in carriera
- Massimo di punti: 26 vs Iowa (29 gennaio 2012)[2]
- Massimo di rimbalzi: 19 vs Central Connecticut State (8 dicembre 2012)
- Massimo di assist: 4 (3 volte)
- Massimo di palle rubate: 6 (2 volte)
- Massimo di stoppate: 4 (3 volte)
- Massimo di minuti giocati: 42 vs Georgetown (20 novembre 2012)

### NBA

#### Regular Season
| Anno      | Squadra             | PG  | PT  | MP   | TC%  | 3P%  | TL%  | RP  | AP  | PRP | SP  | PP   |
| --------- | ------------------- | --- | --- | ---- | ---- | ---- | ---- | --- | --- | --- | --- | ---- |
| 2013-2014 | Charlotte Bobcats   | 82  | 3   | 17,3 | 42,6 | 0,0  | 73,0 | 4,3 | 1,1 | 0,5 | 0,5 | 6,0  |
| 2014-2015 | Charlotte Hornets   | 62  | 45  | 24,0 | 46,1 | 100  | 77,4 | 5,8 | 1,6 | 0,5 | 0,8 | 7,6  |
| 2015-2016 | Charlotte Hornets   | 73  | 60  | 24,3 | 52,9 | 10,0 | 75,4 | 6,2 | 1,0 | 0,8 | 0,9 | 8,7  |
| 2016-2017 | Charlotte Hornets   | 62  | 58  | 27,8 | 57,1 | 0,0  | 67,9 | 6,5 | 1,6 | 1,0 | 1,0 | 10,3 |
| 2017-2018 | Charlotte Hornets   | 33  | 0   | 19,0 | 54,5 | 66,7 | 71,8 | 5,4 | 0,9 | 0,4 | 0,6 | 7,1  |
| 2018-2019 | Charlotte Hornets   | 49  | 47  | 25,4 | 55,1 | 27,3 | 78,7 | 6,8 | 2,1 | 0,8 | 0,8 | 10,1 |
| 2019-2020 | Charlotte Hornets   | 58  | 39  | 23,1 | 52,4 | 24,0 | 68,2 | 7,1 | 1,5 | 0,7 | 0,4 | 11,1 |
| 2020-2021 | Charlotte Hornets   | 48  | 21  | 20,9 | 55,9 | 14,3 | 71,4 | 6,8 | 1,8 | 0,6 | 0,4 | 9,4  |
| 2021-2022 | Portland T. Blazers | 27  | 0   | 13,1 | 56,7 | 0,0  | 77,6 | 4,6 | 0,8 | 0,3 | 0,2 | 5,2  |
| 2022-2023 | Miami Heat          | 15  | 2   | 14,5 | 62,7 | 0,0  | 68,6 | 4,3 | 0,7 | 0,2 | 0,3 | 6,5  |
| 2023-2024 | N.O. Pelicans       | 43  | 0   | 7,4  | 41,9 | 33,3 | 60,5 | 2,6 | 0,9 | 0,2 | 0,1 | 1,8  |
| Carriera  | Carriera            | 552 | 275 | 20,9 | 52,0 | 22,0 | 72,7 | 5,7 | 1,3 | 0,6 | 0,6 | 7,9  |

#### Play-off
| Anno     | Squadra           | PG | PT | MP   | TC%  | 3P% | TL%  | RP  | AP  | PRP | SP  | PP  |
| -------- | ----------------- | -- | -- | ---- | ---- | --- | ---- | --- | --- | --- | --- | --- |
| 2014     | Charlotte Bobcats | 4  | 0  | 13,3 | 33,3 | -   | 50,0 | 2,3 | 0,5 | 0,0 | 0,8 | 2,0 |
| 2016     | Charlotte Hornets | 7  | 2  | 19,6 | 55,3 | -   | 81,0 | 5,3 | 0,3 | 0,1 | 0,4 | 8,4 |
| 2023     | Miami Heat        | 21 | 0  | 8,3  | 57,1 | -   | 40,0 | 2,3 | 0,3 | 0,1 | 0,2 | 2,2 |
| Carriera | Carriera          | 32 | 2  | 11,4 | 53,7 | -   | 62,5 | 2,9 | 0,3 | 0,1 | 0,3 | 3,5 |

#### Massimi in carriera
- Massimo di punti: 28 vs Golden State Warriors (25 febbraio 2019)[3]
- Massimo di rimbalzi: 15 (2 volte)
- Massimo di assist: 8 vs San Antonio Spurs (1º febbraio 2020)
- Massimo di palle rubate: 5 vs Cleveland Cavaliers (3 aprile 2016)
- Massimo di stoppate: 5 (2 volte)
- Massimo di minuti giocati: 42 vs Miami Heat (8 marzo 2017)

## Palmarès
- McDonald's All-American Game (2011)
- NCAA AP All-America Second Team (2013)
- NBA All-Rookie Second Team (2014)